# Château d'Horst
Le château d'Horst est un château situé dans le domaine des Gelsenkirchener dans le quartier Horst, à Gelsenkirchen en Allemagne.  Il est perçu comme l'un des plus anciens et importants monuments de la Renaissance en Westphalie. Lors de sa construction, au XVIe siècle, il s'agissait d'une des plus grandes constructions de château à quatre ailes au nord des Alpes.